# Rhodostemonodaphne leptoclada
Rhodostemonodaphne leptoclada är en lagerväxtart som beskrevs av S. Madrinan. Rhodostemonodaphne leptoclada ingår i släktet Rhodostemonodaphne och familjen lagerväxter. Inga underarter finns listade i Catalogue of Life.